# Prvić Luka
Prvić Luka je vesnice a přímořské letovisko v Chorvatsku v Šibenicko-kninské župě, spadající pod opčinu města Vodice. Nachází se na jižní straně ostrova Prvić, leží u stejnojmenného zálivu. Počet obyvatel od roku 1921 (kdy zde žilo 1 400 lidí) stejně jako u sousední vesnice Prvić Šepurine extrémně poklesl, Prvić Luka přišla o 89,43 % obyvatelstva. V roce 2021 zde žilo 148 obyvatel.
Ve vesnici se nachází kostel a klášter Panny Marie Milosti, je zde také muzeum Fausta Vrančiće, který je zde pochován. Obyvatelstvo se dříve zabývalo rybolovem, vinařstvím, pěstováním oliv a mořeplavbou. Krátkou dobu zde byla továrna na zpracování sardinek. V současné době je hlavní hospodářskou činností na ostrově cestovní ruch.